# Ranunculus fuegianus
Ranunculus fuegianus là một loài thực vật có hoa trong họ Mao lương. Loài này được Speg. miêu tả khoa học đầu tiên năm 1896.